# 仁科川
仁科川（にしなかわ）は、静岡県西伊豆町を流れ、駿河湾に注ぐ二級河川である。

## 流路
西伊豆町北東部に位置する猫越岳（1034.8m）に源を発し、南下しながら支流である本谷川、白川と合流し、西伊豆町中心部の南方を通過して駿河湾に注ぐ。
上流部の山地地域と海岸線は富士箱根伊豆国立公園に指定されており、河口部付近は名勝伊豆西南海岸区域に指定されている。
中流部には東京電力グループの水力発電所が三つ所在する。

## 地理
流域の地形は、大部分を山地が占め、中流から下流部の川沿いのわずかな範囲に平地が分布している。
中流域の一色地区にある支川、川金川沿いには伊豆半島で最も古い地層として知られる一色枕状溶岩が見られ、伊豆半島ジオパークの仁科川・宝蔵院ジオサイトの一部となっている。